# George Pell
George Pell (Ballarat, 8 de junho de 1941 – Roma, 10 de janeiro de 2023) foi um cardeal australiano da Igreja Católica, arcebispo-emérito de Sydney e prefeito-emérito da Secretaria para a Economia.
Ordenado sacerdote em 1966 e bispo em 1987, foi nomeado cardeal em 2003. Pell foi o oitavo Arcebispo de Sydney (2001-2014), o sétimo Arcebispo de Melbourne (1996-2001) e bispo-auxiliar de Melbourne (1987-1996). Foi também autor, colunista e orador público.
Desde 1996, Pell manteve um elevado perfil público sobre uma vasta gama de questões, mantendo ao mesmo tempo uma adesão à ortodoxia católica.
Pell trabalhou como padre na zona rural de Victoria e em Melbourne e também presidiu a Caritas Australia (parte da Caritas Internationalis) de 1988 a 1997. Foi nomeado delegado à Convenção Constitucional Australiana em 1998, recebeu a Medalha do Centenário do Governo australiano em 2003 e foi nomeado Companheiro da Ordem da Austrália em 2005. Durante o seu mandato como Arcebispo de Melbourne, Pell estabeleceu o protocolo "Melbourne Response" (a Resposta de Melbourne) em 1996 para investigar e tratar de queixas de abuso sexual de crianças na arquidiocese. O protocolo foi o primeiro do género no mundo, mas tem sido alvo de muitas críticas.
Em 2020, a Suprema Corte da Austrália anulou a condenação prévia de Pell pelo Tribunal da Comarca de Vitória, em 2018, sob a acusação de crimes sexuais contra menores. Pell continuou sob investigação separada da Congregação para a Doutrina da Fé da Santa Sé por estas alegações de abuso, acabando também absolvido.
De acordo com os resultados divulgados pela Royal Commission into Institutional Responses to Child Sexual Abuse em 2020, Pell tinha conhecimento do abuso sexual infantil pelo clero nos anos 70, mas não tomou as medidas adequadas para lhe fazer face. Pell afirmou estar "surpreendido" e que as opiniões da comissão "não são apoiadas por provas".

## Biografia
Era filho de George Arthur Pell, membro nominal da Igreja da Inglaterra, e Margaret Lillian Burke, uma católica devota. Os primeiros estudos foram no Convento de Loreto, Ballarat, onde recebeu a primeira comunhão em 1948; mais tarde, ele estudou no Corpus Christi College, em Werribee. Depois, foi estudar na Pontifícia Universidade Urbaniana da Propaganda Fide, em Roma, onde  recebeu o diaconato em 15 de agosto de 1966 e obteve a licenciatura em Teologia em 1967. Em 16 de dezembro de 1966, foi ordenado padre na Basílica de São Pedro, pelas mãos do cardeal Grégoire-Pierre XV Agagianian, prefeito da Congregação para a Propagação da Fé. Ainda estudou na Universidade de Oxford, Inglaterra, onde obteve o doutorado em história da igreja em 1971 e na Universidade Monash, em Clayton, Austrália, onde obteve um mestrado em educação em 1982.
Foi sacerdote na cidade de Ballarat (1976-80), a sua terra natal, e foi Reitor do Corpus Christi College, do Seminário Provincial de Victoria e Tasmânia, de 1985 a 1987.
Nomeado bispo-auxiliar de Melbourne em 30 de março de 1987, foi consagrado bispo-titular de Scala em 21 de maio de 1987, na Catedral de São Patrício, por Thomas Francis Little, arcebispo de Melbourne, assistido por Ronald Austin Mulkearns, bispo de Ballarat, e por Joseph Peter O'Connell, bispo-titular de Sanctus Germanus, bispo-auxiliar de Melbourne.
Em 1988, foi eleito Presidente da Caritas Austrália, cargo que exerceu até 1997. Foi, também, presidente da comissão encarregada de estabelecer a nova Universidade Católica Australiana, em 1989, servindo como Pró-Reitor da Fundação da Universidade (1991-1995) e presidente do conselho mantenedor da Universidade, em 1996. Neste mesmo ano, em 16 de julho, foi promovido a arcebispo metropolitano de Melbourne. Em 1998, foi lugar-tenente da Ordem Equestre do Santo Sepulcro de Jerusalém na Austrália. Em 26 de março de 2001, foi transferido para a Arquidiocese de Sydney.
Em 21 de setembro de 2003, o Papa João Paulo II anunciou que o criaria cardeal, no Consistório de 21 de outubro, quando recebeu o barrete cardinalício e o titulus de cardeal-presbítero de Santa Maria Senhora de Mazzarello. Em 3 de fevereiro de 2007, foi nomeado pelo Papa Bento XVI membro do Conselho de Cardeais para o Estudo dos Problemas Organizacionais e Econômicos da Santa Sé, onde ficou até 2014.
Em 2013 o Papa Francisco nomeou-o membro do Conselho de Cardeais para ajudar o Santo Padre no governo da Igreja Universal e para estudar um projeto de revisão da constituição apostólica Pastor Bonus na Cúria Romana, onde permaneceu até 2018 e, em 2014, prefeito da recém-criada Secretaria para a Economia, cargo que exerceu até 2019. Pell fora escolhido para sanear as finanças do Vaticano, mas só em seis meses gastou um total de meio milhão de euros — desde voos de primeira classe, roupas sob medida, computadores, salários exorbitantes para amigos, alugueres, mobiliário de luxo, e até um lava-louça de 4 600 euros, cuja lista deixou desanimado o Papa Francisco.
Tornou-se arcebispo-emérito de Sydney. Pell era considerado um dos assessores mais próximos do Papa Francisco, contudo nos dias seguintes à sua morte, foi revelado que Pell havia sido o autor de um memorando publicado em 2022 no blog Settimo Cielo sob o pseudônimo de "Demos", no qual Pell expressava duras críticas ao Papa Francisco e rotulava o seu pontificado como " um desastre em muitos ou na maioria dos aspectos; uma catástrofe".
Ficou conhecido na internet por ter debatido com Richard Dawkins no programa Q&A sobre ateísmo, religião e ciência em 2012.

## Morte
Pell morreu após uma cirurgia no quadril em 10 de janeiro de 2023, aos 81 anos.

## Conclaves
- Conclave de 2005 - participou da eleição de Joseph Ratzinger como Papa Bento XVI.
- Conclave de 2013 - participou da eleição de Jorge Mario Bergoglio como Papa Francisco.

## Acusações

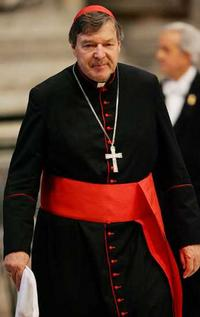
Investigado por supostamente acobertar casos de pedofilia, George Pell foi condenado em 2018, mas teve sua condenação anulada em 2020.

George Pell já foi investigado por, supostamente, ter acobertado casos de pedofilia na Austrália. Em 1974, admitiu que teria ouvido de um aluno que um padre da escola local estava tendo um comportamento inadequado, porém o aluno não pediu nenhuma ação de sua parte.
O Cardeal foi acusado, em 29 de junho de 2017, de crimes de abuso sexual de menores na Austrália e foi intimado a comparecer no tribunal de primeira instância de Melbourne, a 18 de Julho.
Em dezembro de 2018, o Cardeal foi condenado por abuso sexual de menores pelo tribunal de Justiça em Melbourne, na Austrália. Pell mantém a sua inocência e contestou a condenação no Tribunal de Recurso, que foi ouvido em junho. Em agosto de 2019 e ele foi condenado a prisão e suas contestações judiciais rejeitadas.
Em 6 de abril de 2020, a Suprema Corte da Austrália em decisão unânime (7x0) anulou a condenação de Pell e ordenou sua soltura imediata, alegando haver uma possibilidade significativa de uma pessoa inocente ter sido condenada, "porque a evidência não estabeleceu culpa pelo padrão de prova necessário". O cardeal ficou 405 dias encarcerado.
De acordo com Andrew Bolt, repórter investigativo da rede Sky News Australia, a decisão não se tratou de uma mera "tecnicalidade", mas porque as acusações contra o prelado simplesmente não faziam sentido. Em sua visão, o processo legal estava cheio de falhas e preconceitos, entre os quais o papel dúbio exercido pela polícia da província de Victoria, pelos juízes da Corte de Apelação e pela rede de televisão estatal Australian Broadcasting Corporation (ABC). Na primeira entrevista ao cardeal George Pell após a sua libertação, ele declarou que se pergunta se a suposta vítima teria sido "usada" e que "existe uma tentativa sistemática de remover os fundamentos legais judaico-cristãos". Em liberdade, atesta que viverá de modo discreto e só comentará assuntos internacionais.

### Melbourne Response
Towards Healing a (Rumo à Cura) e a Melbourne Response (A Resposta de Melbourne) são dois processos internos desenvolvidos pela Igreja Católica Australiana como resposta ao aumento do número de alegações que tinham sido feitas contra a Igreja.

### Relatório daRoyal Commission
Em 7 de Maio de 2020, foi divulgado um relatório, composto de vários volumes,  da Royal Commission (por extenso: Royal Commission into Institutional Responses to Child Sexual Abuse) australiana, já entregue em 2017, mas não divulgado para não influenciar o julgamento que decorria, e que conclui que o cardeal George Pell tinha conhecimento de abusos sexuais a crianças por clérigos católicos na Austrália já nos anos 1970 e nada fez para afastar os padres acusados. O inquérito ouviu que havia mais de 4.000 supostas vítimas de pedofilia em instituições religiosas e, em algumas dioceses católicas, mais de 15% dos padres eram perpetradores. A In Good Faith Foundation, um grupo de recuperação de vítimas de abusos, disse que o relatório mostrou que houve "inúmeras oportunidades" para Pell ter agido durante todo o seu percurso na Igreja, mas que ele parecia mostrar mais consideração em tentar manter um manto de ignorância do que proteger os mais vulneráveis.
Os relatórios da Royal Commission envolvem também outros membros da hierarquia da Igreja, especialmente  o Bispo Ronald Mulkearns, e a organização Christian Brothers (Congregação dos Irmãos Cristãos).
No caso do Padre Gerald Ridsdale, quando Pell era padre em Ballarat, a comissão concluiu que "em 1973 o Padre Pell fechou os olhos ao facto de Ridsdale levar rapazes para acampamentos nocturnos".
Noutro caso, o do Padre Peter Searson, sendo na ocasião Pell padre em Melbourne, a comissão concluiu que, dada a informação que este tinha em 1989, "deveria ter aconselhado o Arcebispo a retirar o Padre Searson e ele não o fez". Pell tinha dito à comissão que, em 1989, tinha recebido uma lista de queixas sobre Searson. A lista incluía declarações de que Searson tinha assediado crianças, pais e funcionários da escola, utilizado as casas de banho das crianças sem motivo, e mostrado às crianças um cadáver. A comissão concluiu que "deveria ter sido óbvio" para Pell que Searson devia ser afastado, rejeitando ao mesmo tempo a declaração de Pell de que tinha sido "enganado" em relação ao caso de Searson pelos educadores. Pell só agiu para afastar Searson em 1997.
Ainda no caso do Padre Wilfred James Baker, era nessa altura Pell padre em Melbourne, a comissão concluiu que Pell tinha poderes para afastar Baker em agosto de 1996, quando soube que Baker estava prestes a ser acusado, mas Baker continuou como padre numa paróquia junto de uma escola primária até Maio de 1997.Baker foi preso em 1999 por abuso sexual de crianças.
As conclusões gerais da Royal Commission sobre os casos em Ballarat e Melbourne são semelhantes. A Comissão pensa que foi exposto "um fracasso catastrófico" da liderança na Diocese de Ballarat, e, "em última análise, na estrutura e cultura da Igreja ao longo de décadas para responder eficazmente ao abuso sexual de crianças pelos seus padres." Esse fracasso  levou ao sofrimento   e, frequentemente, a danos irreparáveis para as crianças, as suas famílias e a comunidade em geral.Esse dano poderia ter sido evitado se a Igreja tivesse agido no interesse das crianças e não no seu próprio interesse. 
É evidente para a Comissão que o evitar de escândalos, a manutenção da reputação da Igreja e a lealdade apenas aos padres determinaram a resposta.Invariavelmente, essa acção consistia em colocar o  padre visado por acusações noutra paróquia, a qual desconhecia as alegações.
Muitos registos não foram deliberadamente feitos  ou foram destruídos. Nunca foram feitas denúncias à polícia, e as vítimas foram desprezadas. Existia uma cultura predominante de sigilo. A prioridade era dada aos interesses da Igreja e não das vítimas.